# Ахундова, Наргиз Чингиз кызы
Наргиз Чингиз кызы Ахундова (азерб. Nərgiz Çingiz qızı Axundova; род. 1959, Баку) — советский и азербайджанский историк, арабист, доктор исторических наук, профессор, действительный член Национальной академии наук Азербайджана (НАНА).

## Биография
Родилась 7 августа 1959 года в Баку. С отличием окончила арабское отделение факультета востоковедения Азербайджанского государственного университета (АГУ, сейчас Бакинский государственный университет).
С 1981 года преподавала в АГУ арабский язык. В 1983—1986 году обучалась в аспирантуре на историческом факультете АГУ. В 1987 году защитила диссертацию «Роль ислама в общественно политической жизни Сирийской Арабской Республики (1963—1982 гг.)» и получила учёную степень кандидата исторических наук по специальности «Всеобщая история».
В 1986—2012 годах преподавала в АГУ: являлась старшим лаборантом, преподавателем, доцентом, профессором кафедры истории стран Азии и Африки. С 2012 года преподаёт в Западно-Каспийском университете, является профессором.
В 2007 году защитила диссертацию «Роль тюрок в военно-политической структуре Аббасидского халифата (сер. VIII-сер. X вв.)» и получила учёную степень доктора исторических наук по специальности «Всеобщая история».
В 2011 году получила учёное звание профессора. В 2014 году была избрана членом-корреспондентом Национальной академии наук Азербайджана (НАНА), в 2017 году — действительным членом (академиком), в обоих случаях — по специальности «история».
С 2012 года является ведущим научным сотрудником и заведующей сектором в отделе средневековой истории Азербайджана Института истории имени А. Бакиханова НАНА. С 2015 года является академиком-секретарём Отделения общественных наук НАНА.

## Научная деятельность
Сфера научных интересов — средневековая история, в частности арабо-турецкие отношения в период существования Арабского халифата, система управления тюркскими империями, войны тюркских империй, влияние тюркских народов и государств на Кавказ.
Является автором более 120 научных работ, а также 4 монографий и 6 учебников. Под руководством Ахундовой защищено 6 кандидатских диссертаций.
Входит в состав учёного совета Института истории имени А. Бакиханова НАНА и президиума Высшей аттестационной комиссии при президенте Азербайджана. Является главным редактором научного журнала НАНА «Общественные науки» (азерб. Sosial elmlər).